# Höglandet, Korpo
För andra betydelser, se Höglandet (olika betydelser).
Höglandet är en ö i Finland. Den ligger i Skärgårdshavet och i kommunen Pargas i den ekonomiska regionen  Åboland i landskapet Egentliga Finland, i den sydvästra delen av landet. Ön ligger omkring 60 kilometer sydväst om Åbo och omkring 190 kilometer väster om Helsingfors.
Öns area är 3,2 hektar och dess största längd är 240 meter i sydväst-nordöstlig riktning. Närmaste större samhälle är Korpo, 14,2 km norr om Höglandet.